# Decelia
Decelia és un gènere d'arnes de la família Crambidae. Conté només una espècie, Decelia terrosalis, que es troba a Sulawesi.